# MARPOL Annexe II
 (janvier 2015).
L'annexe II de la MARPOL (de MARine POLlution : pollution marine) définit les règles pour le contrôle de la pollution par des substances liquides nocives.

## Description
Les critères applicables aux rejets sont décrits dans cette annexe, de même que les mesures de prévention de la pollution par des substances liquides nocives transportées en vrac ; 
Environ 250 substances ont été évaluées et portées sur la liste annexée à la Convention ; 
les résidus de ces substances (fonds de cuve, etc.) doivent être déchargés dans les ports, uniquement dans des installations de réception, jusqu'à ce que certaines concentrations et conditions (qui varient selon la catégorie des substances) soient atteintes.
Dans tous les cas, aucun rejet de résidus contenant des substances nocives n'est autorisé à moins de 12 milles marins de la terre la plus proche.

## Critiques
Il apparait dans les années 2000-2010 que pour des raisons de facilité et de moindre coût, mais aussi par manque d'installations de réception portuaires adéquates, certains polluants (ex : paraffines d'origine pétrolières et industrielles sont souvent (et de plus en plus massivement) rejetées en mer, en profondeur, mais ensuite parfois retrouvées échouées sur les plages, ou dans le systèmes digestifs d'oiseaux et d'animaux marins.
L'annexe II du règlement MARPOL classe ces cires de pétrole  comme « produits flottants à haute viscosité, se solidifiants et persistants », dont le rejet en mer des résidus de lavage des citernes est strictement réglementé, mais actuellement autorisé dans certaines limites. Or, la Convention MARPOL autorise le navires à faire au moment de ses rejets  une boucle en mer, ce qui réduit la zone sur laquelle les résidus sont rejetés en mer, mais qui peut aussi contribuer à concentrer les rejets, et secondairement induire une pollution chronique dans les régions où cela se fait, ou là où le courant peut transporter ces déchets.
selon Giuseppe Suaria et ses collègues (2018), concernant ces mêmes paraffines, alors que se prépare une refonte de l'annexe II de MARPOL, « l'adoption d'un vocabulaire univoque et la création d'un système de classification moins ambigu sont une nécessité urgente ».